# Oružane snage Gvineje Bisau
Oružane snage Gvineje Bisau sastoje se od kopnene vojske, mornarice, zrakoplovstva te paravojnih postrojbi. Godine 2008. UN je procijenio kako su imale oko 4.000 aktivnih vojnika i časnika, dok je ranija procjena CIA-e govorila o brojci od 9.250. Godišnja vojna potrošnja procijenjuje se na 9,46 milijuna američkih dolara, ili 3,1 posto državnog BDP-a. Odsluženje vojnog roka obvezno je za muškarce u dobi od 18-25 godina, a vojsci je moguće pristupiti i s navršenih 16 godina, kao volonter, za što je potrebna roditeljska dozvola. Glavni vojni stožer nalazi se u glavnom gradu Bissauu.

## Povijest
Oružane snage Gvineje Bisau stvorne su 1973., godinu dana prije završetka rata za neovisnost zemlje od portugalskih vlasti.

## Oprema

### Kopnena vojska
Kopnena vojska ima oko 6.800 ljudi, a opremljena je dominantno sovjetskim naoružanjem. Aktualno stanje opreme:
- Tenkovi
  - T-34 (10 vozila) 
  - T-54/55 (10 vozila) 
  - PT-76B (10 vozila)

- Borbena oklopna vozila
  - BRDM-2 (10 vozila) 
  - BTR-40 (25 vozila)

- Oklopni transporteri
  - BTR-152 (20 vozila) 
  - BTR-60BP (35 vozila)

- Raketno topništvo
  - BM-21 Grad (9 vozila)

- Topništvo
  - D-30 (26 sustava)

- Protuzračna obrana
  - SA-7 (količina nepoznata) 
  - ZU-23-2 (16 sustava) 
  - ZU-23-4 (16 sustava) 
  - S-60 (10 sustava)

- Protutenkovsko naoružanje
  - 9K11 Malyutka/AT-3 Sagger (10 sustava) 
  - RPG-7V (količina nepoznata) 
  - B-10 raketni bacač (količina nepoznata)

- Pješačko naoružanje
  - AK-47, razne varijante (količina nepoznata) 
  - RPD (količina nepoznata) 
  - RPK (količina nepoznata) 
  - FN-FAL (količina nepoznata), država porijekla Belgija
  - VZ-52 (količina nepoznata), država porijekla Čehoslovačka

### Zrakoplovstvo
Nakon što je Gvineja Bisau godine 1974. stekla neovisnost do Portugala, ratno zrakoplovstvo (Força Aérea de Guinea Bissau, skraćeno: FAGB) formirano je od bivših portugalskih zrakoplova Douglas C-47, sjevernoameričkih T-6, zrakoplova Dornier Do 27 te helikoptera Aérospatiale Alouette III. Kasnije je dodatno opremljeno od strane Sovjetskog Saveza tako što su u službu prvi put uvedeni borbeni zrakoplovi. Donacija se sastojala od 5 MiG-ova 17, dva MiG-a 15 UTI te jednog helikoptera Mi-8. Godine 1978. Francuska je pružila pomoć donacijom jednog zrakoplova Cessna 337 za obalnu patrolu te jednog helikoptera Aloutte III. Kasnije, FAGB od Angole dobiva jedan zrakoplov Dassault Falcon 20F, ali ga ubrzo prodaje SAD-u. Tijekom 1980-ih godina stari MiG-ovi zamijenjeni su MiG-ovima 21, osim toga, nabavljena su i dva transportna zrakoplova - An-24 i YAK-40 te još jedan Mi-8 helikopter. Početkom 1990-ih nabavljeno je nekoliko borbenih poljskih borbenih zrakoplova tipa PZL-Mielec Lim-6 iz Poljske i Istočne Njemačke. 
Broj osoblja koje je dio zrakoplovstva procjenjuje se na 2.100. Aktulano stanje letjelica:
| Letjelica                 | Vrsta                                 | Država porijekla | U službi    |
| ------------------------- | ------------------------------------- | ---------------- | ----------- |
| MiG-21                    | borbeni zrakoplov                     | SSSR             | 6 letjelica |
| Cessna 337                | taksi zrakoplov/laki zrakoplov        | Francuska        | 1 letjelica |
| Dornier Do 27             | taksi zrakoplov/laki zrakoplov        | Njemačka         | 1 letjelica |
| Mi-8                      | transportni helikopter                | SSSR             | 1 letjelica |
| Aérospatiale Alouette III | laki helikopter/logistički helikopter | Francuska        | 1 letjelica |

### Mornarica
Ratna mornarica predstavlja najmanju granu oružanih snaga Gvineje Bisau, ima 350 ljudi, a sastoji se od 3 manja broda.